# Font d'Estamariu
La font d'Estamariu és una font de Ripoll (Ripollès) protegida com a Bé Cultural d'Interès Local.

## Descripció
La font se situa sota una de les arcades de l'aqüeducte del canal de Can Badia, a la riba esquerra d'un torrent homònim. El bé que ens ocupa té la font, el dipòsit, un banc i un safareig que es nodreix de l'aigua de l'esmentada font. Per accedir-hi cal baixar una escala i al peu d'aquesta es troben els desaigües tant de la font com del safareig.
Els materials constructius emprats han estat la pedra i el maó.